# 瓦西里夫卡 (巴甫利夫卡市鎮)
46°10′16″N 29°23′11″E / 46.17111°N 29.38639°E
瓦西里夫卡（烏克蘭語：Василівка）是位於烏克蘭西南部的村莊，由敖德萨州博爾赫拉德區的巴甫利夫卡市鎮負責管轄。該村始建於1944年，面積1.29平方公里，海拔高度45米，2001年人口533，人口密度每平方公里413.18人。